# Исак Хајик
Исак Хајик (април 1945) израелски је фудбалски голман, који тренутно наступа за Ирони Ор Јехуду.
Рођен је у Ираку, док се као четворогодишњак са породицом преселио у Израел. Неколико дана пре свог 74. рођендана, Хајик је наступио на утакмици лиге четвртог степена фудбалског такмичења у Израелу, између Ирони Ор Јехуде и Цејреј Таибеа, 5. априла 2019. године. На тај начин је уписан у Гинисову књигу рекорда, као најстарији активни фудбалер на свету.